# الدستور الكولومبي لعام 1991

الحدود الإقليمية لكولومبيا مع جاراتها منذ 1810 إلى الوقت الحاضر

الدستور الكولومبي أو الدستور الكولومبي لعام 1991 (الإسباني: Constitución Política de Colombia) هي الوثيقة المؤسسة للحكومة الحالية لجمهورية كولومبيا والقانون الأعلى للبلاد والدستور التاسع لكولومبيا منذ عام 1830. صدرت بتاريخ 4 يوليو 1991، محل دستور 1886. وقد أطلق عليه مؤخرا دستور الحقوق.